# Uspantán
San Miguel Uspantán («San Miguel»: en honor a su santo patrono, el Arcángel Miguel; «Uspantán» del náhuatl: «lugar de las murallas de gorriones») es un municipio del departamento de Quiché en la República de Guatemala.  Fue habitado en la época precolombina por el pueblo uspanteko.
Cuando los españoles e indígenas tlaxcaltecas y cholultecas invadieron Guatemala en la década de 1520, Uspantán y otros poblados indígenas ixiles y uspantekos resistieron varios años a la conquista gracias a su ubicación en la sierra de los Cuchumatanes y a la ferocidad de sus guerreros; tras varios años de derrotar los intentos de conquista española, finalmente fueron derrotados en diciembre de 1530, y los guerreros sobrevivientes fueron marcados como esclavos en castigo a su prolongada resistencia.
Luego de la Independencia de Centroamérica en 1821 fue parte del departamento de Sololá/Suchitepéquez hasta que el 12 de agosto de 1872, el gobierno de facto del presidente provisorio Miguel García Granados creó el departamento de Quiché, al que ha pertenecido desde entonces.
En el siglo XX, estuvo incluido dentro de la Franja Transversal del Norte que fue creada por el gobierno de Carlos Arana Osorio en 1970, y a raíz del descubrimiento de petróleo en su subsuelo, estuvo en medio de los más aguerridos combates entre el Ejército Guerrillero de los Pobres y el Ejército de Guatemala entre 1978 y 1983. El Ejército de Guatemala llegó a utilizar la política de tierra arrasada en la región para eliminar a los militantes guerrilleros y aprovechar los recursos petroleros, pero por la inestabilidad de la región, los recursos no se pudieron aprovechar. Incluso, campesinos de Uspantán, con la colaboración del embajador Máximo Cajal, trataron de tomar la Embajada de España en Guatemala para forzar a la opinión internacional a conocer lo que ocurría en su región, pero el gobierno del general Fernando Romeo Lucas tomó las instalaciones diplomáticas por la fuerza; en el interior murieron todos los ocupantes calcinados tras un incendio que no fue controlado.

## Toponimia
El término náhuatl «Uspantlán» significa «lugar de las murallas de gorriones»:
- «us»: gorrión
- «pan»: murallas
- «tlan»: lugar.[5]

El antiguo centro se encontraba en una ladera, ahora llamada Peña Flor. En este lugar se encontraba asentados los uspantekos, que habían construido murallas de piedra protegiendo su pueblo. En las murallas se encontraban dibujos de gorriones, por lo cual la aldea fue nombrada así.
En idioma uspanteko, el nombre del pueblo era Tz'unun Kab', que significa «gorrión dulce», el cual es una especie de ave que habita en el lugar.

## Geografía física

### Ubicación geográfica
El municipio de Uspantán se encuentra en el departamento de Quiché y sus colindancias son:
- Norte: Ixcán, municipio del departamento de Quiché
- Sur: 
  - San Andrés Sajcabajá, municipio del departamento de El Quiché
- Este 
  - Alta Verapaz, departamento de Guatemala
  - Baja Verapaz, departamento de Guatemala
  - Chicamán, municipio del departamento de El Quiché
- Oeste: Chajul, San Juan Cotzal y Cunén, municipios del departamento de Quiché[7]

|                                     | Norte: Ixcán                         |                             |
| Oeste: Chajul San Juan Cotzal Cunén |                                      | Este: Alta Verapaz Chicamán |
|                                     | Sur: San Andrés Sajcabajá Concepción |                             |

## Gobierno municipal
Los municipios se encuentran regulados en diversas leyes de la República, que establecen su forma de organización, lo relativo a la conformación de sus órganos administrativos y los tributos destinados para los mismos.  Aunque se trata de entidades autónomas, se encuentran sujetos a la legislación nacional y las principales leyes que los rigen desde 1985 son:
| N.º | Ley                                                | Descripción |
| --- | -------------------------------------------------- | --- |
| 1   | Constitución Política de la República de Guatemala | Tiene una regulación legal específica para los municipios en los artículos 253 al 262. |
| 2   | Ley Electoral y de Partidos Políticos              | Ley de carácter constitucional aplicable a los municipios en el tema de la conformación de sus autoridades electas. |
| 3   | Código Municipal                                   | Decreto 12-2002 del Congreso de la República de Guatemala. Tiene la categoría de ley ordinaria y contiene preceptos generales aplicables a todos los municipios, e inclusive contiene legislación referente a la creación de los municipios.             |
| 4   | Ley de Servicio Municipal                          | Decreto 1-87 del Congreso de la República de Guatemala. Regula las relaciones entra la municipalidad y los servidores públicos en materia laboral. Tiene su base constitucional en el artículo 262 de la constitución que ordena la emisión de la misma. |
| 5   | Ley General de Descentralización                   | Decreto 14-2002 del Congreso de la República de Guatemala. Regula el deber constitucional del Estado, y por ende del municipio, de promover y aplicar la descentralización y desconcentración económica y administrativa.                                |

El gobierno de los municipios está a cargo de un Concejo Municipal mientras que el código municipal —ley ordinaria que contiene disposiciones que se aplican a todos los municipios— establece que «el concejo municipal es el órgano colegiado superior de deliberación y de decisión de los asuntos municipales […] y tiene su sede en la circunscripción de la cabecera municipal»; el artículo 33 del mencionado código establece que «[le] corresponde con exclusividad al concejo municipal el ejercicio del gobierno del municipio».
El concejo municipal se integra con el alcalde, los síndicos y concejales, electos directamente por sufragio universal y secreto para un período de cuatro años, pudiendo ser reelectos.
Existen también las Alcaldías Auxiliares, los Comités Comunitarios de Desarrollo (COCODE), el Comité Municipal del Desarrollo (COMUDE), las asociaciones culturales y las comisiones de trabajo. Los alcaldes auxiliares son elegidos por las comunidades de acuerdo a sus principios y tradiciones, y se reúnen con el alcalde municipal el primer domingo de cada mes, mientras que los Comités Comunitarios de Desarrollo y el Comité Municipal de Desarrollo organizan y facilitan la participación de las comunidades priorizando necesidades y problemas.

## Historia

### Época prehispánica: los uspantekos
Los uspantekos, una cultura de origen preclásico (del 500 al 600 a. C.), descendientes de los mayas, fundaron su primer asentamiento en Li Tz'aaq (San Siguán) en lo que hoy es la región que corresponde a las aldeas de Chijam, Pericón y Las Docellas. Luego se asentaron en Xek'ixtun (actual Cunén) y posteriormente sobre el cerro Kaquljaw, de donde se trasladaron a la aldea de Chi Ama'g (orilla del pueblo).
En seguida se trasladaron a lo que hoy son las aldeas de Calanté, Chiyutales y el Caracolito y se observan vestigios claros se observan en las modernas aldeas de El Pinal, Chipaj, Cholá, Quizachal y Tierra Blanca. En esta última aldea existía el templo Najtijaa. Finalmente se ubicaron en Tz'unun Kaab' (Uspantán).
Después de que los conquistadores españoles derrotaron el reino Gumarkaaj, los últimos pueblos sin conquistar fueron los ixiles y los uspantekos. En 1529, un grupo de españoles al mando de Gaspar Arias realizaron la primera expedición para conquistar a los uspantekos. Estos fueron asistidos por guerreros de Verapaz, Cunen, Cotzal y Sacapulas, y derrotaron a los españoles. Una segunda expedición, bajo el mando de Pedro Olmos, tuvo el mismo resultado. La tercera expedición, un año después (diciembre de 1530), al mando de Francisco Castellanos, venció a los uspantekos después de que estos no aceptaran un tratado de paz.

### Conquista española

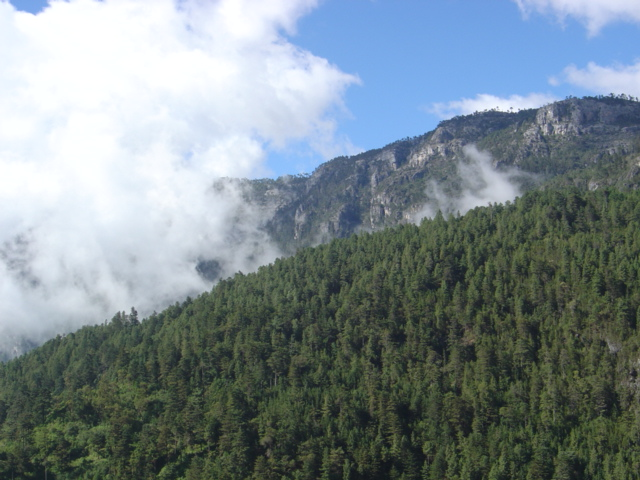
El terreno difícil y la lejanía de los Cuchumatanes, hicieron su conquista difícil.

En los diez años después de la caída de Zaculeu, los españoles trataron de invadir la Sierra de los Cuchumatanes para conquistar a los pueblos chuj y q'anjob'al y para buscar oro, plata y otras riquezas; sin embargo, la lejanía y la dificultad del terreno hicieron que su conquista resultara difícil.
Después de los españoles conquistaron la parte occidental de la sierra de los Cuchumatanes, los ixiles y uspantecos(uspantek) los lograron evadir; estos pueblos eran aliados y en 1529 los guerreros uspantecos estaban hostigando a las fuerzas españolas tratando de fomentar la rebelión entre los quichés. Gaspar Arias, magistrado de Guatemala, penetró en los Cuchumatanes orientales con una infantería de sesenta soldados españoles y trescientos guerreros aliados indígenas y a principios de septiembre había logrado imponer la autoridad española temporalmente en el área que ocupan los modernos poblados de Chajul y Nebaj. Luego, cuando marchaba al este hacia Uspantán, Arias recibió aviso de que el gobernador en funciones de Guatemala, Francisco de Orduña, lo había destituido como magistrado y tuvo que regresar a Guatemala, dejando al mando al inexperto Pedro de Olmos. Olmos lanzó un desastroso asalto frontal a la ciudad, en donde los españoles fueron emboscados por la retaguardia por más de dos mil guerreros uspantecos; los sobrevivientes que lograron escapar, regresaron, hostigados, a la guarnición española en Q'umarkaj.
Un año más tarde, Francisco de Castellanos encabezó una nueva expedición militar contra los ixiles y uspantecos, con ocho cabos, treinta y dos hombres montados, cuarenta soldados españoles a pie y cientos de guerreros aliados indígenas; en las laderas más altas de los Cuchumatanes, en el área que ocupa el moderno municipio de Sacapulas, se enfrentaron contra casi cinco mil guerreros ixiles procedentes de Nebaj y asentamientos cercanos. Las fuerzas españolas asediaron la ciudad y sus aliados indígenas lograron escalar las paredes, penetrar en la fortaleza y le prendieron fuego; los sobrevivientes fueron marcados como esclavos para castigarles por su resistencia. Los habitantes de Chajul, al saberlo, inmediatamente se rindieron y los españoles continuaron hacia Uspantán en donde había diez mil guerreros, procedentes del área ocupada por los modernos municipios de Cotzal, Cunén, Sacapulas y Verapaz; el despliegue de la caballería española y el uso de las armas de fuego decidieron la batalla en favor de los españoles que ocuparon Uspantán y nuevamente marcaron como esclavos a todos los guerreros supervivientes. Los pueblos en los alrededores también se rindieron y en diciembre de 1530 finalizó la conquista de los Cuchumatanes.

### Época colonial
Luego de la derrota del pueblo uspanteko en 1530, la primera encomienda fue dada al español Diego de Rojas. En 1549 fue beneficiado con la encomienda Santos de Figueroa, quien recibió mantas, maíz, cera, chile y trabajo personal en concepto de tributo. Entre finales del siglo XVI y principios de siglo XVII, la española María Rodríguez de Chinchilla tuvo en encomienda varios pueblos guatemaltecos, entre los que estaba Uspantán.
En 1560, Uspantán tenía aproximadamente 700 habitantes. En esa época comenzó a aplicarse el sistema de corregimiento, en el que se designaba como jefe comunal a funcionarios locales de piel blanca, llamados «corregidores» (y que más tarde fueron llamados alcaldes mayores). También en esos años se construyó la iglesia católica. Debido a esto, muchos pobladores tuvieron que migrar hacia el lado nororiente del municipio. Un siglo después, hacia 1660, Uspantán contaba solamente con 298 habitantes.

### Tras la Reforma Liberal
Tras el triunfo de la Reforma Liberal en 1871 y el presidente de facto provisiorio Miguel García Granados dispuso crear el departamento de Quiché para mejorar la administración territorial de la República dada la enorme extensión del territorio de Totonicapán/Huehuetenango y de Sololá/Suchitepéquez. De esta cuenta, el 12 de agosto de 1872 Uspantán como se le decía entonces— pasó a formar parte del nuevo departamento de Quiché, junto con la nueva cabecera Santa Cruz del Quiché y Joyabaj, Lemoa, Chichicastenango, Chinic, Chiché, Patzité, San Andrés Joyabajá, San Pedro Jocopilas, San Miguel Uspantán, Cotzal, Chujuyup, Cunem, Sacapulas, Nebaj, Chajul, Caniyá y Sacualpa.

### Franja Transversal del Norte
Tras el derrocamiento del presidente Jacobo Árbenz en 1954, se creó el Consejo de Planificación Económica (CNPE), el cual empezó a utilizar estrategias de libre mercado, asesorado por el Banco Mundial y por la Administración de Cooperación Internacional (ICA) del gobierno de los Estados Unidos.  El CNPE y la ICA crearon la Dirección General de Asuntos Agrarios (DGAA) la cual se encargó de desmantelar los efectos del Decreto 900 del gobierno de Jacobo Árbenz Guzmán.  La DGAA se encargó de la faja geográfica que colindaba con el límite departamental de Petén y las fronteras de Belice, Honduras y México, y que con el tiempo se llamaría Franja Transversal del Norte (FTN).

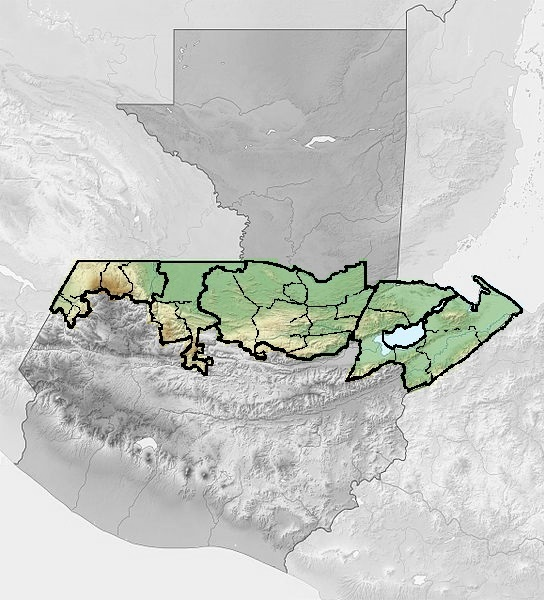
Mapa de la Franja Transversal del Norte

El primer proyecto colonizador en la FTN fue el de Sebol-Chinajá, en Alta Verapaz. Sebol, en ese entonces, era considerado como un punto estratégico y vía fluvial a través del río Cancuén, que comunicaba con Petén hasta el río Usumacinta en la frontera con México y la única carretera que existía era la de terrecería que construyó el presidente Lázaro Chacón en 1928.  En 1958, durante el gobierno del general Miguel Ydígoras Fuentes el Banco Interamericano de Desarrollo (BID) financió proyectos de infraestructura en Sebol.  En 1960, el entonces capitán del Ejército de Guatemala Fernando Romeo Lucas García heredó las fincas Saquixquib y Punta de Boloncó al nororiente de Sebol, Alta Verapaz, con una extensión de 15 caballerías cada una.  En 1963 compró la finca «San Fernando» El Palmar de Sejux con una extensión de 8 caballerías, y finalmente compró la finca «Sepur», cercana a «San Fernando», con una extensión de 18 caballerías.  Durante estos años fue diputado en el congreso de Guatemala y cabildeó para impulsar la inversión en esa zona del país.
En esos años, la importancia de la región estaba en la ganadería, la explotación de madera preciosas para exportación y la riqueza arqueológica.  Contratos madereros se dieron a empresas trasnacionales, como la Murphy Pacific Corporación de California, que invirtió 30 millones de dólares para la colonización del sur de Petén y Alta Verapaz, y formó la Compañía Impulsadora del Norte, S.A.  La colonización del área se hizo por medio de un proceso por el que se otorgaban tierras en zonas inhóspitas de la FTN a campesinos.
En 1962, la DGAA se convirtió en el Instituto Nacional de Transformación Agraria (INTA), por el decreto 1551 que creó la ley de Transformación Agraria.  En 1964, el INTA definió la geografía de la FTN como la parte norte de los departamentos de Huehuetenango, Quiché, Alta Verapaz e Izabal y ese mismo año sacerdotes de la orden Maryknoll y de la Orden del Sagrado Corazón iniciaron el primer proceso de colonización, junto con el INTA, llevando a pobladores de Huehuetenango al sector de Ixcán en Quiché.
La Franja Transversal del Norte fue creada oficialmente durante el gobierno del general Carlos Arana Osorio en 1970, mediante el Decreto 60-70 en el Congreso de la República, para el establecimiento de desarrollo agrario. Altos oficiales guatemaltecos —incluyendo el presidente Fernando Romeo Lucas García y el expresidente Kjell Eugenio Laugerud García— se convirtieron entonces en grandes terratenientes e inversionistas aprovechando las políticas de traslado de campesinos, acceso a información privilegiada, ampliación del crédito público y grandes proyectos de desarrollo; de hecho, la oficialidad guatemalteca formó el Banco del Ejército, y diversificó sus fondos de pensión.
Desde 1974, se venía explotando crudo comercialmente en las cercanías de la FTN a raíz de los descubrimientos realizados por las petroleras Basic Resources y Shenandoah Oil, que operaban conjuntamente en el campo petrolero de Rubelsanto, Alta Verapaz. En 1976, cuando Laugerud García llegó a visitar la cooperativa Mayalán en el sector de Ixcán, Quiché, el cual se había formado apenas diez 12 años antes, dijo:  «Mayalán está asentada en la cima del oro», dejando entrever que la Franja Transversal del Norte ya no sería dedicada a la agricultura ni al movimiento cooperativista, sino que sería utilizada por objetivos estratégicos de explotación de recursos naturales.. Tras esa visita presidencial, ambas compañías petroleras realizaron exploraciones en tierras de Xalbal, muy cerca de Mayalán en el Ixcán, donde perforaron el pozo «San Lucas» con resultados infructuosos. Esas exploraciones, que abrieron el camino para futuros experimentos petroleros en Ixcán, y el resto de la FTN, también fueron el principal motivo para la construcción de la carretera de terracería que recorre la Franja. Shenandoah Oil, el Instituto Nacional de Transformación Agraria (INTA) y el Batallón de Ingenieros del Ejército se coordinaron para construir ese corredor entre 1975 y 1979, lo que a la postre permitió que políticos, militares y empresarios poderosos de la época se adueñaran de muchas de las tierras donde yacían la riqueza maderera y el potencial petrolero..
La presencia del Ejército Guerrillero de los Pobres en Quiché, especialmente en la región petrolera de Ixcán, hizo que la guerra civil se recrudeciera en el área y los proyectos no se llevaran a cabo.  La región quedó en un parcial abandono hasta 2008, que se inició la construcción de la carretera en la franja.
Tras el derrocamiento de Lucas García el 23 de marzo de 1982, subió al poder un triunvirato militar encabezado por el general Efraín Ríos Montt, junto con los coroneles Horacio Maldonado Shaad y Francisco Gordillo.  El 2 de junio de 1982, periodistas internacionales le realizaron una entrevista a Ríos Montt, quien dijo lo siguiente referente gobierno de Lucas García y la Franja Transversal del Norte:
| 1. ¿Cuáles fueron las causas del golpe de estado? Hubo muchas causas; había llegado a tal forma de descomposición el gobierno que él mismo estaba cortándose sus raíces; ya no tenía raíces ni en el pueblo ni en las instituciones. Como consecuencia se cayó; así, simple y llanamente. 2. ¿Había corrupción en el gobierno anterior? Tengo entendido que muchísima corrupción. Se llegó a tal grado con la corrupción que, siendo Guatemala un país con grandes reservas económicas, en dos años se acabaron las reservas económicas; y además dejaron hipotecado todo el país con las grandes construcciones que hicieron, como anillos periféricos que realmente no tenían ningún concepto de planificación desde el punto de vista de tránsito y de tráfico. 3. Durante el gobierno de Lucas García había muchos proyectos sociales, mucho más que en gobiernos anteriores, excepto en los gobiernos revolucionarios (1944-1954). ¿Cómo va a ser diferente este gobierno? No fue Lucas García sino que el gobierno en sí; ellos dieron parcelas a las orillas de la Transversal del Norte, para sacar (a los campesinos) de los terrenos en donde había petróleo. Después dieron tierras porque compraron tierras para quedarse con el dinero de la venta de fincas. Había unos terrenos de un determinado dueño, y agarró a esa gente y la tiró a lo largo de la Transversal del Norte, por eso hicieron la carretera a la Transversal del Norte: para paliar nada más la protesta de esta gente que fue sacada de sus terrenos, en donde había petróleo. |

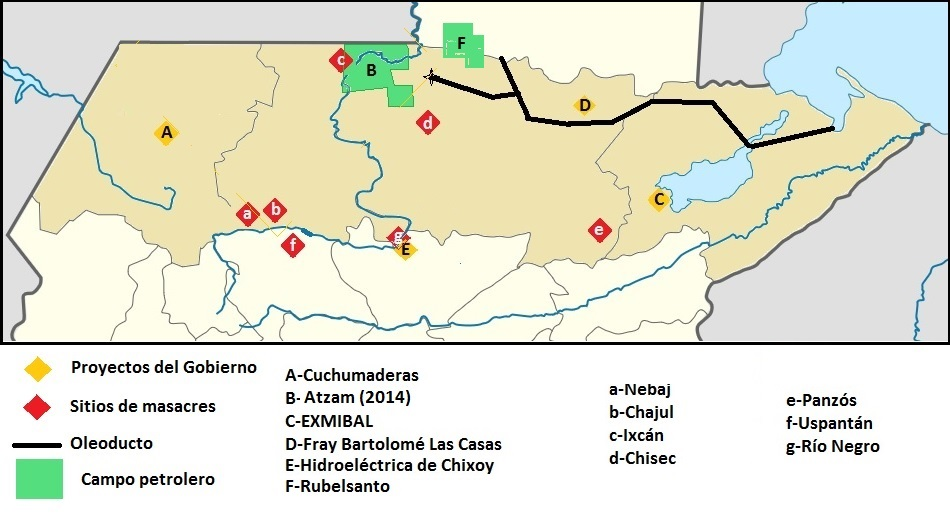
Ubicación de proyectos gubernamentales y de masacres en el área de la Franja Transversal del Norte. Obsérvese el campo petrolero de Atzam que se encuentra operativo en Ixcán.

### Guerra Civil de Guatemala
En Uspantán actuó el Ejército Guerrillero de los Pobres, el cual justificaba los atentados a la infraestructura que cometía argumentando que afectaban, por un lado, los intereses económicos del Estado y de los sectores productivos, y por el otro, que vulneraban al Ejército:  «Destruir infraestructura con el concepto de decir vamos a destruir la infraestructura del país, para dañar el país, eso no. Siempre tenía una explicación ... en relación a la guerra que estábamos viviendo y en relación al momento táctico que para qué íbamos a volar este puente, sí lo íbamos a volar para que el Ejército no pasara y para que no siguiera con su barbarie ... para cortarle el avance y la retirada ... Pero lo que es de Nentón para el norte, la carretera se cerró [finales 81 inicio 82], no entraba el Ejército, no entraba ninguna autoridad, estaban cortados los postes de telegrafía que eran los medios de comunicación que había aparte de la carretera».  «Al cortar la energía que llegara al cuartel (del Ejército) se cortaba la energía de toda la población, creando descontento entre el pueblo.  Después, esos sabotajes se generalizaron para provocar ya un descontrol total en todo el país e ir preparando condiciones para pasar a un período casi de pre-insurrección».
| Fecha                   | Objetivo                                                                                  | Resultado |
| ----------------------- | ----------------------------------------------------------------------------------------- | --- |
| 19 de julio de 1981     | Municipalidad de Chichicastenango, Quiché                                                 | Quemaron parcialmente las instalaciones por medio de una bomba incendiaria; luego impidieron el ingreso de los elementos de socorro.               |
| 13 de noviembre de 1981 | Municipalidad de Zacualpa, Quiché                                                         | Destrucción de la sede municipal. |
| 16 de noviembre de 1981 | Instalaciones eléctricas del INDE en Santa Cruz del Quiché                                | Dejó sin energía eléctrica a todos los municipios aledaños.                                                                                        |
| 16 de diciembre de 1981 | Municipalidad, oficinas de correos y estación de policía de Tecpán, Chimaltenango         | Destrucción de las instalaciones y asesinato de seis personas; además se hicieron pintas en la localidad y sabotearon la carretera interamericana. |
| 18 de diciembre de 1981 | Puente «El Tesoro» en Quiché                                                              | Destrucción total del puente, cortando el acceso al Ejército.                                                                                      |
| 21 de diciembre de 1981 | Municipalidad y oficinas de correos y telégrafos de Cunén, Quiché                         | Quemaron los documentos del registro civil y luego las instalaciones de la municipalidad.                                                          |
| 19 de enero de 1982     | Instalaciones del Instituto Nacional de Electrificación (INDE) en Villa Nueva y Escuintla | Se interrumpió el suministro eléctrico en veintiuno de los veintidós departamentos de la República.                                                |
| 19 de enero de 1982     | Planta de energía eléctrica del INDE en Santa Cruz del Quiché                             | Una bomba destruyó la planta de energía, dejando sin suministro a todos los municipios que la rodean.                                              |
| 27 de enero de 1982     | Puentes que comunican las poblaciones de San Miguel Uspantán, Nebaj y Chajul en Quiché    | Destrucción total de los dos puentes, cortando el acceso al Ejército.                                                                              |

Para contrarrestar el auge de la ofensiva guerrilla tras el triunfo de la Revolución Sandinista en Nicaragua en 1979, el gobierno de Lucas García inició la ofensiva de Tierra Arrasada en la región en donde operaba el Ejército Guerrillero de los Pobres, en el área de Chajul, Nebaj e Ixcán en Quiché, región rica en petróleo de la Franja Transversal del Norte;  como parte de esta ofensiva, se dieron intensos ataques a poblaciones civiles que resultaron en masacres que fueron registradas por el informe REHMI y los informes de la Comisión para el Esclarecimiento Histórico. Para la descripción de masacre, el informe REHMI definió los asesinatos colectivos asociados a destrucción comunitaria; la mayoría de las masacres registradas por el informe REHMI corresponden al Departamento de Quiché; le siguen Alta Verapaz (63), Huehuetenango (42), Baja Verapaz (16) Petén (10) y Chimaltenango (9), pero también aparecen en otros departamentos. Los datos sobre las fuerzas responsables revelan la importancia de las masacres como parte de la política contrainsurgente. Después de octubre de 1981 hay más testimonios de masacres y se caracterizan por un patrón más indiscriminado, lo que sugiere que después de esa fecha las masacres fueron más importantes, estaban planificadas con mayor premeditación y llevaron a cabo una destrucción más global de las comunidades, en congruencia con la gran ofensiva desarrollada por el Ejército a partir de Chimaltenango hacia grandes áreas del Altiplano. Una de cada seis masacres se realizó en un día importante para la comunidad; ya fuera en día de mercado, de fiesta, o de reuniones de carácter religioso, los ataques en días señalados trataban de aprovechar la concentración de población para desarrollar de manera más masiva sus acciones y en algunos casos tenían un claro significado simbólico. Este aspecto, junto con la concentración de la población, y el control de la situación mostrado por el Ejército, muestra que los ataques fueron planificados.
Junto con la quema y destrucción de las casas, las torturas, atrocidades masivas y las capturas de la población aparecieron en más de la mitad de los ataques. Los enterramientos en fosas comunes, a menudo excavadas por las propias víctimas, se describen también en una parte importante de los testimonios; estos enterramientos clandestinos en fosas comunes fueron utilizados muchas veces como una forma de ocultar las pruebas de los asesinatos. En otras ocasiones las masacres se dieron en el marco de operativos a gran escala con gran despliegue de fuerzas militares y apoyo de la aviación que bombardeó esas zonas. Al menos una de cada nueve comunidades analizadas sufrió bombardeos asociados a masacres, ya fuera en los días anteriores o después del bombardeo. Después del ataque lo más frecuente fue que la gente huyera (40%) como forma de defender su vida, ya fuera a la montaña, al exilio o a otra comunidad; una de cada seis aldeas que sufrieron masacres quedó completamente arrasada.

#### Quema de la embajada española en Ciudad de Guatemala
En enero de 1980, un grupo de campesinos entre los que se encontraba el habitante de Uspantán Vicente Menchú viajó a la Ciudad de Guatemala para presentar por la vía legal un pliego de peticiones contra abusos que el Ejército de Guatemala estaba cometiendo en El Quiché.
El 31 de enero de 1980, el grupo de campesinos llegó al Campus Central de la Universidad de San Carlos, en donde estudiantes de la misma, les asesoraron para hacer pública su precaria situación.  Cuando los periódicos del país no se atrevieron a publicar sus demandas por temor a serias represalias, y luego de que se agotaron todas las vías legales para ser escuchado, el grupo decidió tomar las instalaciones de la Embajada de España y utilizar dicha toma como palestra de sus demandas aprovechando la inviolabilidad diplomática del recinto. La reacción del gobierno del general Fernando Romeo Lucas García fue enérgica:  la policía rodeó las instalaciones de la Embajada y tras varias horas de asedio, la situación terminó con el incendio de la habitación en la que se habían refugiado todas las personas que se encontraban dentro de la embajada, incluyendo a todo el personal de la misma y a prestigiosos profesionales del derecho de Guatemala, quienes estaban en una reunión con el embajador ese día para concertar un congreso de Derecho.  Tras el hecho, los únicos dos sobrevivientes fueron el embajador Máximo Cajal López y Gregorio Yujá Xona, quien se salvó por haber quedado debajo de todos los que se encontraban dentro de la habitación, aunque este último fue secuestrado y asesinado esa misma noche.

#### Comunidades de Población en Resistencia
En el período 1981-82, en el que más de cuatrocientos pueblos y aldeas fueron arrasadas y miles de guatemaltecos asesinados, la reacción de los sobrevivientes atrapados entre dos fuegos —entre las fuerzas del Ejército y las PAC y las de elementos guerrilleros del Ejército Guerrillero de los Pobres— fue huir, o ponerse bajo el control del Ejército forzados a participar en las Patrullas de Autodefensa Civil (PAC) o reubicados en las «aldeas modelo», en donde fueron concentrados.  Unas cincuenta mil personas totalmente desposeídas escaparon a zonas selváticas del departamento del Quiché —unos en la Sierra Ixil, y otras en el Ixcán, fronterizo con México— pasando esos años escondidos del mundo exterior y fuera de control gubernamental.
Una década después aproximadamente la mitad se mantenían aún allí, aunque las ofensivas del Ejército entre Amachel y Sumal entre 1987 y 1989 hicieron salir de allí a unas cinco mil personas.  Posteriormente otras se establecieron por su cuenta fuera de las Comunidades de Población en Resistencia CPR, al norte de Uspantán.

### Multimedia
- Documental fílmico Ni uno vivo: Tragedia en la Embajada de España en Guatemala: Presenta entrevistas con los principales participantes, entre sobrevivientes y periodistas que cubrieron los hechos.

- Datos: Q2621539